# Romain Arneodo
Romain Arneodo (* 4. srpna 1992 Cannes) je monacký profesionální tenista, deblový specialista, který do roku 2013 reprezentoval rodnou Francii. Ve své dosavadní kariéře na okruhu ATP Tour vyhrál dva deblové turnaje včetně Monte-Carlo Masters 2025. Na challengerech ATP a okruhu ITF získal jeden titul ve dvouhře a třicet šest trofejí ve čtyřhře.
Na žebříčku ATP byl ve dvouhře nejvýše klasifikován v srpnu 2014 na 455. místě a ve čtyřhře v dubnu 2025 na 43. místě. Trénuje ho Guillaume Couillard.
V monackém daviscupovém týmu debutoval v roce 2014 úvodním kolem 2. skupiny zóny Evropy a Afriky proti Jihoafrické republice, v němž vyhrál obě dvouhry. Jihoafričané přesto zvítězili 3–2 na zápasy. Do června 2025 v soutěži nastoupil k dvaceti sedmi mezistátním utkáním s bilancí 12–9 ve dvouhře a 15–6 ve čtyřhře.
Na Hrách malých států Evropy 2019 v černohorské Budvě vyhrál dvouhru a s Lucasem Catarinou získal stříbrnou medaili ze čtyřhry.

## Tenisová kariéra
Na okruhu ATP Tour debutoval čtyřhrou Monte-Carlo Rolex Masters 2014, do níž obdržel s krajanem Benjaminem Balleretem divokou kartu. V úvodu vyřadili nizozemsko-rumunský pár Jean-Julien Rojer a Horia Tecău a poté náhradníky Roberta Bautistu Aguta s Andreasem Seppim. Ve čtvrtfinále jejich cestu soutěží ukončili pátí nasazení z druhé světové desítky, Kanaďan Daniel Nestor se Srbem Nenadem Zimonjićem. První semifinále si zahrál jako 851. deblista žebříčku při třetí účasti na túře ATP, v sérii Masters i v Monte-Carlu, když s krajanem Hugem Nysem v této fázi Monte-Carlo Rolex Masters 2017 podlehli pozdějším vítězům, Indovi Rohanu Bopannovi a Uruguayci Pablu Cuevasovi. Do grandslamu poprvé zasáhl s Američanem Jamesem Cerretanim ve čtyřhře Wimbledonu 2018. Časnou čtyřsetovou porážku jim přivodili němečtí kvalifikanti Kevin Krawietz s Andreasem Miesem.

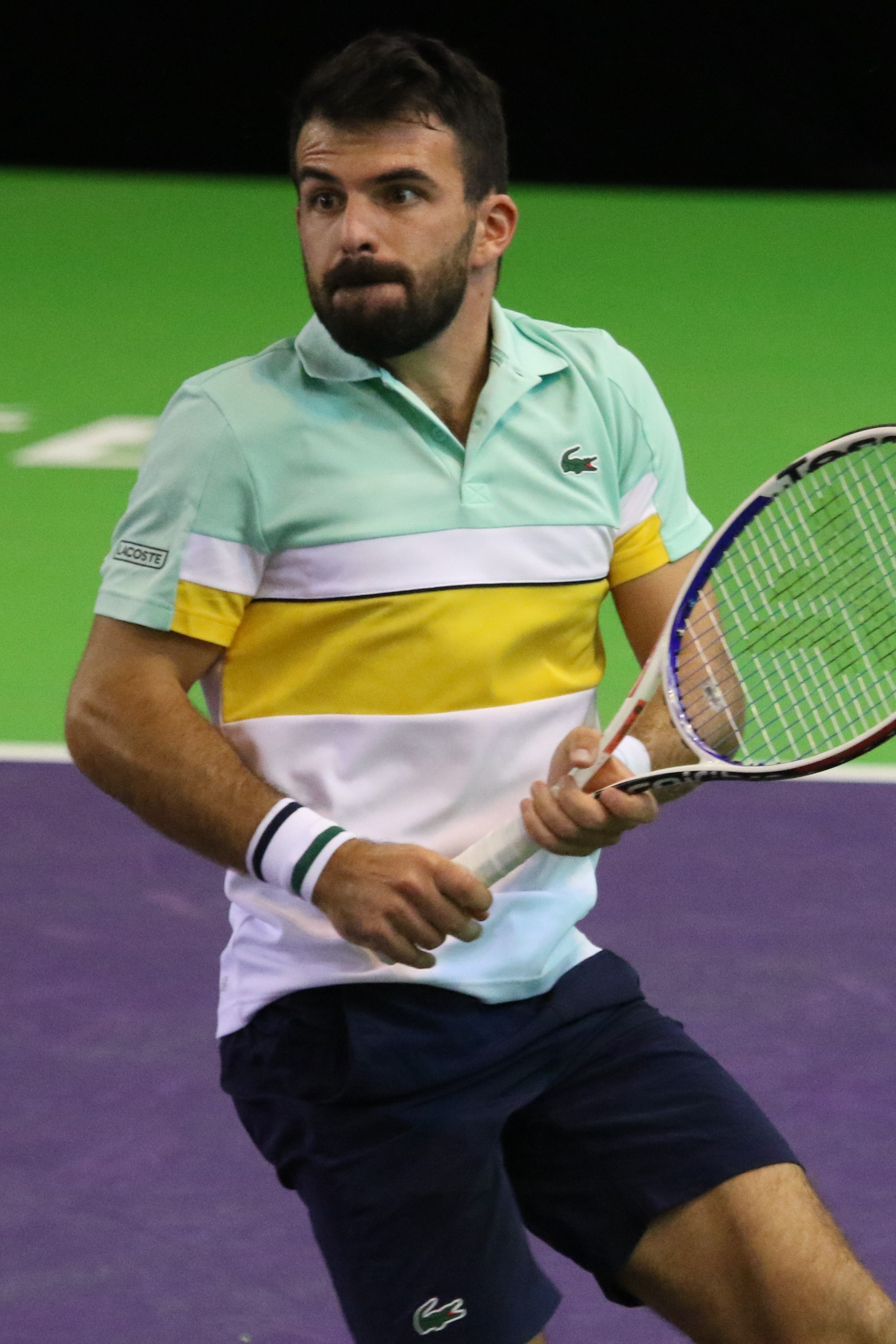
V Mouilleron-le-Captif (2021)

Ve finále okruhu ATP se premiérově objevil s Nysem v deblové soutěži Los Cabos Open 2019. Ve čtvrtfinále vyřadili druhé nasazené Argentince Guida Pellu s Diegem Schwartzmanem a následně turnajové trojky Santiaga Gonzáleze s Ajsámem Kúreším. Titul získali po zdolání nejvýše nasazených, Brita Dominica Inglota a Američana Austina Krajicka. O výhře rozhodli až v dlouhém supertiebreaku poměrem míčů [16–14]. V něm odvrátili dva mečboly a v utkání sami využili až sedmou mečbolovou příležitost. Po boku Francouze Benoîta Paira skončil jako poražený finalista v argentinské čtyřhře Córdoba Open 2021. V souboji o titul prohráli s Brazilci Rafaelem Matosem a Felipem Meligenim Alvesem.
Na divokou kartu se s Rakušanem Samem Weissbornem probojovali do deblového finále Monte-Carlo Rolex Masters 2023. V něm však nenašli recept na chorvatsko-americkou dvojici Ivan Dodig a Austin Krajicek, přestože si vypracovali dva mečboly. Monacké finálové maximum vylepšil o dva roky později, když s Francouzem Manuelem Guinardem vyhráli ročník 2025. V závěrečném klání zdolali sedmé nasazené Brity Juliana Cashe s Lloydem Glasspoolem až díky zisku závěrečného supertiebreaku. Již ve zkrácené hře druhé sady přitom odvrátili dva mečboly. Ve 32 letech se tak stal historicky prvním monackým vítězem Monte-Carlo Masters od jeho založení v roce 1897 a po Hugu Nysovi druhým Monačanem, jenž triumfoval na Mastersech.

## Finále na okruhu ATP Tour

### Čtyřhra: 4 (2–2)
| Legenda                     |
| --------------------------- |
| Grand Slam (0)              |
| Turnaj mistrů (0)           |
| ATP Tour Masters 1000 (1–1) |
| ATP Tour 500 (0)            |
| ATP Tour 250 (1–1)          |

| Stav      | č. | datum      | turnaj              | kategorie    | povrch | spoluhráč      | soupeři ve finále                  | výsledek               |
| --------- | -- | ---------- | ------------------- | ------------ | ------ | -------------- | ---------------------------------- | ---------------------- |
| Vítěz     | 1. | srpen 2019 | Los Cabos, Mexiko   | ATP 250      | tvrdý  | Hugo Nys       | Dominic Inglot Austin Krajicek     | 7–5, 5–7, [16–14]      |
| Finalista | 1. | únor 2021  | Córdoba, Argentina  | ATP 250      | antuka | Benoît Paire   | Rafael Matos Felipe Meligeni Alves | 4–6, 1–6               |
| Finalista | 2. | duben 2023 | Monte-Carlo, Monako | Masters 1000 | antuka | Sam Weissborn  | Ivan Dodig Austin Krajicek         | 0–6, 6–4, [12–14]      |
| Vítěz     | 2. | duben 2025 | Monte-Carlo, Monako | Masters 1000 | antuka | Manuel Guinard | Julian Cash Lloyd Glasspool        | 1–6, 7–6(10–8), [10–8] |

## Tituly na challengerech ATP a okruhu ITF
| Legenda                  |
| ------------------------ |
| D – dvouhra; Č – čtyřhra |
| Challengery (0 D; 16 Č)  |
| ITF (1 D; 20 Č)          |

### Dvouhra (1 titul)
| Č. | datum      | turnaj                    | okruh   | povrch | poražený finalista      | výsledek      |
| -- | ---------- | ------------------------- | ------- | ------ | ----------------------- | ------------- |
| 1. | říjen 2013 | Birmingham, Spojené státy | Futures | antuka | Hans Podlipnik Castillo | 6–4, 1–6, 6–0 |

### Čtyřhra (36 titulů)
| Č.  | datum         | turnaj                             | okruh      | povrch    | spoluhráč                | poražení finalisté                               | výsledek               |
| --- | ------------- | ---------------------------------- | ---------- | --------- | ------------------------ | ------------------------------------------------ | ---------------------- |
| 1.  | září 2012     | Siena, Itálie                      | Futures    | antuka    | Jérôme Inzerillo         | Marco Crugnola Michail Vasiljev                  | 6–2, 6–2               |
| 2.  | březen 2013   | Saint-Raphaël, Francie             | Futures    | tvrdý (h) | Hugo Nys                 | Simon Cauvard Alexandre Penaud                   | 6–7(6–8), 6–4, [10–5]  |
| 3.  | březen 2013   | Kluž, Rumunsko                     | Futures    | antuka    | Benjamin Balleret        | Marcin Gawron Andriej Kapaś                      | 0–6, 6–4, [10–8]       |
| 4.  | srpen 2013    | Poznaň, Polsko                     | Futures    | antuka    | Benjamin Balleret        | Phillip Gresk Kamil Majchrzak                    | 6–2, 6–4               |
| 5.  | září 2013     | Telavi, Gruzie                     | Futures    | antuka    | Benjamin Balleret        | Arkadiusz Kocyla Błażej Koniusz                  | 7–6(7–5), 6–0          |
| 6.  | září 2013     | Telavi, Gruzie                     | Futures    | antuka    | Benjamin Balleret        | Arkadiusz Kocyla Błażej Koniusz                  | 7–5, 6–2               |
| 7.  | říjen 2013    | Birmingham, Spojené státy          | Futures    | antuka    | Benjamin Balleret        | Sekou Bangoura Evan King                         | 6–7(4–7), 6–4, [10–7]  |
| 8.  | únor 2014     | Antalya, Turecko                   | Futures    | tvrdý     | Enzo Couacaud            | Richard Gabb Jonny O'Mara                        | 6–3, 6–0               |
| 9.  | březen 2014   | Saint-Raphaël, Francie             | Futures    | tvrdý (h) | Benjamin Balleret        | Fabrice Martin Hugo Nys                          | 6–2, 7–6(7–2)          |
| 10. | červenec 2014 | Plovdiv, Bulharsko                 | Futures    | antuka    | Luca Margaroli           | Dinko Halačev Vasko Mladenov                     | 7–6(7–4), 6–4          |
| 11. | říjen 2014    | Lima, Peru                         | Futures    | antuka    | Benjamin Balleret        | Jorge Brian Panta Eduardo Agustín Torre          | 4–6, 6–3, [10–1]       |
| 12. | říjen 2014    | Lima, Peru                         | Futures    | antuka    | Benjamin Balleret        | Eduardo Dischinger Tiago Lopes                   | 6–3, 7–5               |
| 13. | leden 2015    | Plantation, Spojené státy          | Futures    | antuka    | Benjamin Balleret        | Markus Eriksson Patrik Rosenholm                 | 6–7(3–7), 6–3, [10–7]  |
| 14. | leden 2015    | Sunrise, Spojené státy             | Futures    | antuka    | Benjamin Balleret        | Emilio Gómez Connor Smith                        | 6–2, 7–5               |
| 15. | leden 2015    | Weston, Spojené státy              | Futures    | antuka    | Benjamin Balleret        | Marcelo Arévalo Luis David Martínez              | 7–5, 7–6(7–2)          |
| 16. | únor 2015     | Palm Coast, Spojené státy          | Futures    | antuka    | Benjamin Balleret        | Markus Eriksson Patrik Rosenholm                 | 7–5, 7–6(7–3)          |
| 17. | březen 2015   | Casablanca, Maroko                 | Futures    | antuka    | Florent Diep             | Samuel Bensoussan Yannick Maden                  | 6–3, 6–7(2–7), [10–8]  |
| 18. | červen 2015   | Mont-de-Marsan, Francie            | Futures    | antuka    | Hugo Nys                 | Théo Fournerie Louis Tessa                       | 6–1, 7–5               |
| 19. | srpen 2015    | Ajaccio, Francie                   | Futures    | tvrdý     | Hugo Nys                 | Sančaj Rativatana Sončat Rativatana              | 2–6, 6–4, [10–5]       |
| 20. | červenec 2016 | Ajaccio, Francie                   | Futures    | tvrdý     | Hugo Nys                 | Romain Jouan Joan Soler                          | 7–5, 6–2               |
| 1.  | srpen 2017    | Manerbio, Itálie                   | Challenger | antuka    | Hugo Nys                 | Michail Jelgin Roman Jebavý                      | 4–6, 7–6(7–3), [10–5]  |
| 2.  | listopad 2017 | Montevideo, Uruguay                | Challenger | antuka    | Fernando Romboli         | Ariel Behar Fabiano de Paula                     | 2–6, 6–4, [10–8]       |
| 3.  | leden 2018    | Koblenz, Německo                   | Challenger | tvrdý (h) | Tristan-Samuel Weissborn | Sander Arends Antonio Šančić                     | 6–7(4–7), 7–5, [10–6]  |
| 4.  | únor 2018     | Cherbourg, Francie                 | Challenger | tvrdý (h) | Tristan-Samuel Weissborn | Antonio Šančić Ken Skupski                       | 6–3, 1–6, [10–4]       |
| 5.  | březen 2018   | Santiago, Chile                    | Challenger | antuka    | Jonathan Eysseric        | Guido Andreozzi Guillermo Durán                  | 7–6(7–4), 1–6, [12–10] |
| 6.  | leden 2019    | Orlando, Spojené státy             | Challenger | tvrdý     | Andrej Vasilevskij       | Gonçalo Oliveira Andrea Vavassori                | 7–6(7–2), 2–6, [15–13] |
| 7.  | únor 2019     | Cleveland, Spojené státy           | Challenger | tvrdý     | Andrej Vasilevskij       | Robert Galloway Nathaniel Lammons                | 6–4, 7–6(7–4)          |
| 8.  | březen 2019   | Lille, Francie                     | Challenger | tvrdý     | Hugo Nys                 | Jonatan Erlich Fabrice Martin                    | 7–5, 5–7, [10–8]       |
| 9.  | září 2019     | Orléans, Francie                   | Challenger | tvrdý     | Hugo Nys                 | Hans Podlipnik Castillo Tristan-Samuel Weissborn | 6–7(5–7), 6–3, [10–1]  |
| 10. | listopad 2021 | Pau, Francie                       | Challenger | tvrdý (h) | Tristan-Samuel Weissborn | Ajsám Kúreší David Vega Hernández                | 6-4, 6-2               |
| 11. | červen 2022   | Lyon, Francie                      | Challenger | antuka    | Jonathan Eysseric        | Sander Arends David Pel                          | 7–5, 4–6, [10–4]       |
| 12. | říjen 2022    | Vilnius, Litva                     | Challenger | tvrdý (h) | Tristan-Samuel Weissborn | Dan Added Théo Arribagé                          | 6–4, 5–7, [10–5]       |
| 13. | leden 2023    | Ottignies-Louvain-la-Neuve, Belgie | Challenger | tvrdý (h) | Tristan-Samuel Weissborn | Roman Jebavý Adam Pavlásek                       | 6–4, 6–3               |
| 14. | květen 2023   | Mauthausen, Rakousko               | Challenger | antuka    | Tristan-Samuel Weissborn | Constantin Frantzen Hendrik Jebens               | 6–4, 6–2               |
| 15. | červen 2024   | Heilbronn, Německo                 | Challenger | antuka    | Geoffrey Blancaneaux     | Jakob Schnaitter Mark Wallner                    | 7–6(7–5), 5–7, [10–3]  |
| 16. | září 2024     | Lisabon, Portugalsko               | Challenger | antuka    | Théo Arribagé            | George Goldhoff Fernando Romboli                 | 6–2, 6–3               |